# Janet Roach
Janet Roach (* vor 1965) ist eine US-amerikanische Autorin, Filmproduzentin und Filmschaffende, die besonders für ihre Zusammenarbeit mit Richard Condon in der schwarzen Filmkomödie Die Ehre der Prizzis bekannt ist, mit der beide 1986 für einen Oscar nominiert waren.

## Leben
Mit der Dokumentation When Women Kill gab Roach 1984 ihren Einstand im Filmgeschäft. Sie schrieb die Vorlage und das Drehbuch für den Independentfilm, den Lee Grant als Sprecherin begleitete. Für den Mafiafilm Die Ehre der Prizzis von 1985 schrieb Roach zusammen mit Richard Condon, dem Autor des Romans, das Drehbuch. Beide wurden 1986 in der Kategorie „Bestes adaptiertes Drehbuch“ für einen Oscar nominiert, mussten den Vortritt jedoch Kurt Luedtke und der Literaturverfilmung Jenseits von Afrika überlassen.
Im Jahr 1988 lieferte Roach die Drehbuchvorlage für Danny Hustons komödiantisches Drama Mr. North – Liebling der Götter mit Anthony Edwards, Robert Mitchum und Lauren Bacall. Daran schlossen sich Arbeiten für Fernsehserien an, so beispielsweise über die Komikertruppe The Three Stooges.

## Filmografie (Auswahl)
- 1984: When Women Kill (Dokumentation; Autorin)
- 1984: A Walk Through the 20th Century with Bill Moyers – Come to the Fairs (Dokumentarische Fernsehserie; Produzentin, Autorin)
- 1985: American Almanac (Fernsehfilm; Produzentin)
- 1985: Die Ehre der Prizzis (Prizzi’s Honor; Drehbuchautorin)
- 1988: Mr. North – Liebling der Götter (Mr. North; Drehbuchautorin)
- 1997: Hyvän tekijät (Script-Editor)
- 2000: Die 3 Stooges (The Three Stooges, Fernsehfilm; Story)
- 2001: A Nero Wolfe Mystery (Fernsehserie, 2 Folgen; Drehbuch angepasst)
- 2005: Dare (Kurzfilm; Danksagung)
- 2009: Prvi dan mira (Kurzfilm; Danksagung)
- 2009: Dare – Hab’ keine Angst, tu’s einfach! (Danksagung)

## Auszeichnungen/Nominierungen
Die Daten gelten jeweils für Janet Roach und Richard Condon und den Film Die Ehre der Prizzis
- 1985: Los Angeles Film Critics Association, 2. Platz LAFCA Award
- 1986: National Society of Film Critics: 3. Platz NSFC Award
- 1986: nominiert für den Oscar
- 1986: nominiert für den Golden Globe Award
- 1986: nominiert für den David di Donatello Award
- 1986: Gewinner des BAFTA Award
- 1986: Gewinner des WGA Award der Writers Guild of America